# سوق تسوكيجي للأسماك

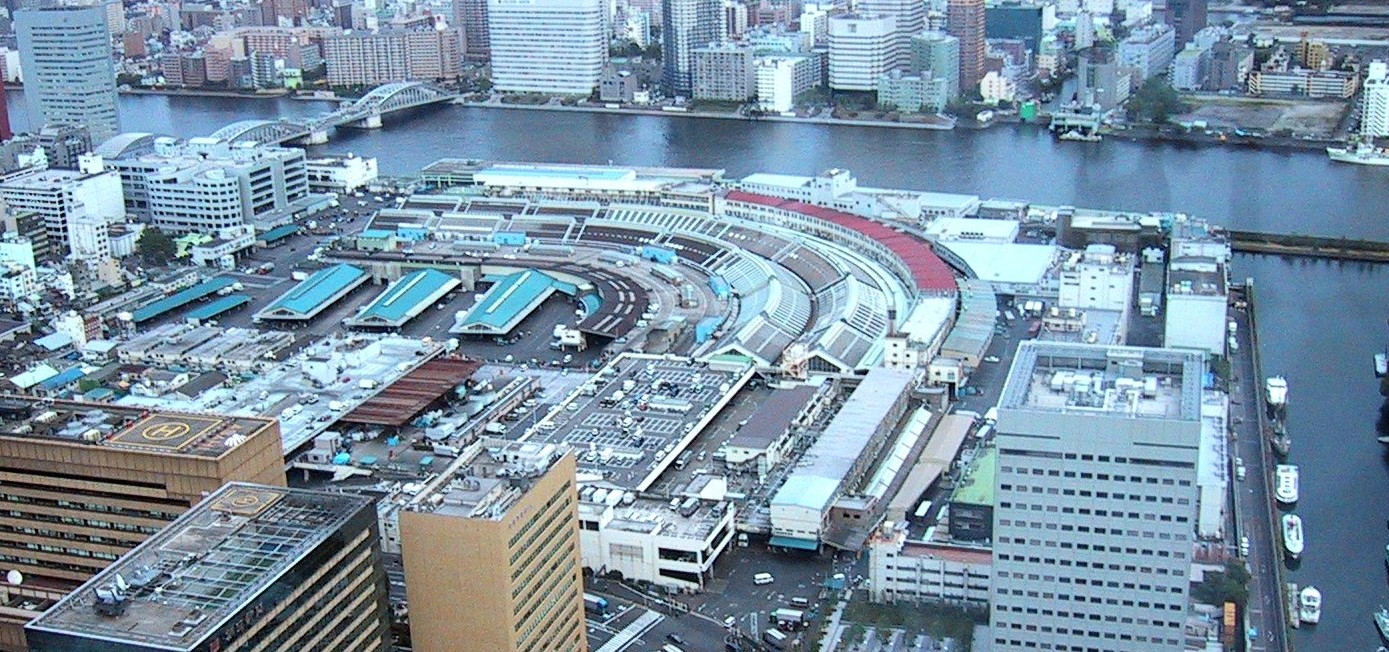
منظر سوق تسوكيجي من مبنى شيودومه.

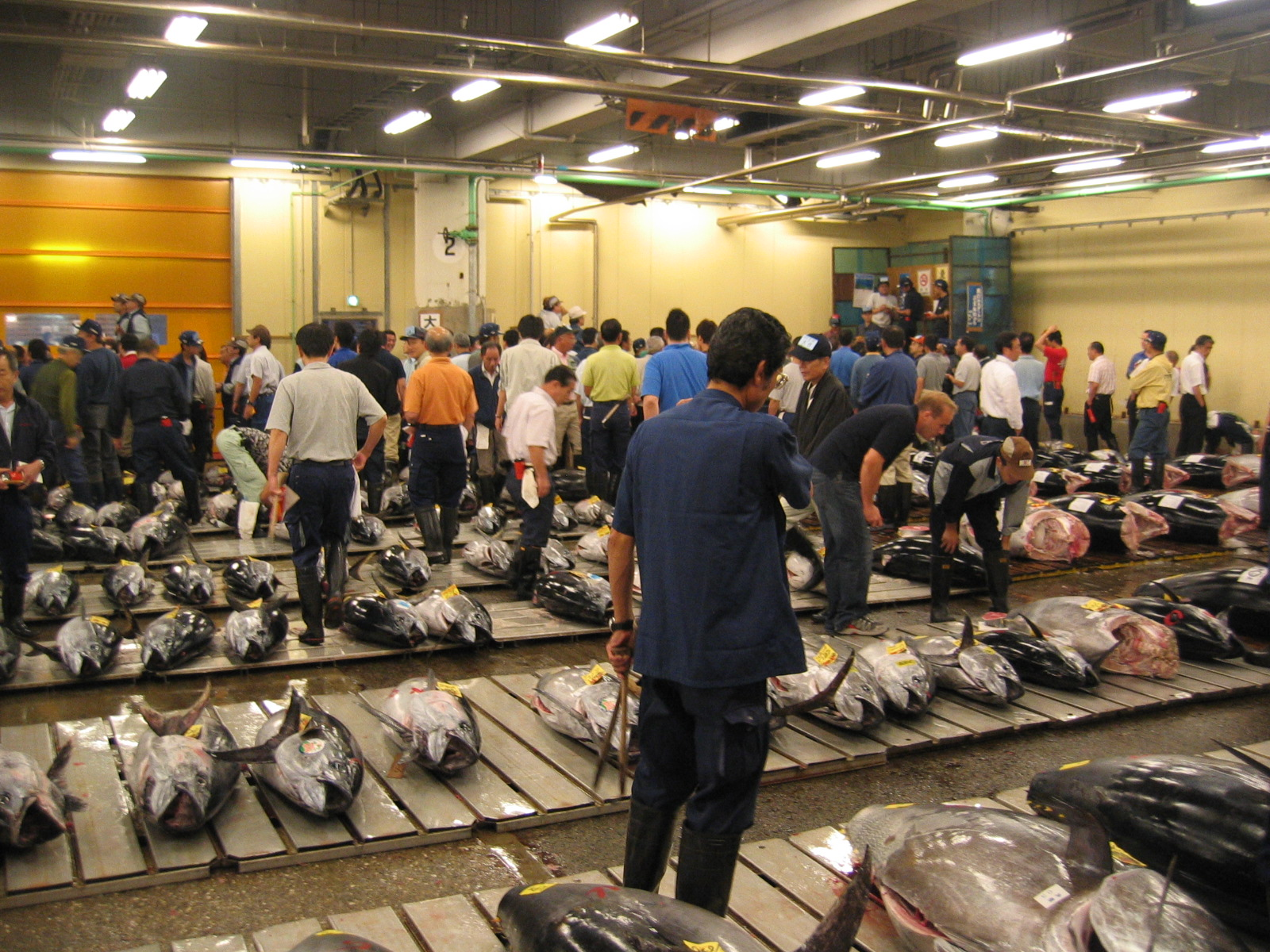
منظر بيع أسماك التونة في سوق تسوكيجي.

سوق تسوكيجي للأسماك (باليابانية: 築地市場 تسوكيجي شيجو) هو أكبر سوق لبيع الأسماك بالجملة في العالم. لا يقتصر نشاط سوق تسوكيجي على بيع الأسماك بل يتعداه إلى أنواع اللحوم الأخرى والخضار والفواكه. يقع سوق تسوكيجي في منطقة تسوكيجي، طوكيو.
يتعامل السوق مع أكثر من 400 نوع من المنتجات البحرية بكل أحجامها وأسعارها، بدأ بالأعشاب البحرية وانتهاء بالكافيار. يبلغ حجم تعامل السوق سنويا حوالي 700 ألف طن متري من المأكولات البحرية، بقيمة تبلغ 600 مليار ين ياباني.
يتراوح عدد العمال المسجلين في سوق تسوكيجي بين 60,000 إلى 65,000 عامل بمن فيهم البائعين، الناقلين، المحاسبين، الحراس، ممثلي الشركات والموزعين.

## تاريخ
تأسس أول سوق للسمك في إيدو (طوكيو حالياً) على يد توكوغاوا إياسو في فترة إيدو لتزويد قلعة إيدو بما تحتاجه من الأسماك والمنتجات البحرية، كان الفائض من الأسماك التي لا تشتريها قلعة إيدو يباع عند نيهونباشي للعامة، وتطور السوق في تلك المنطقة.
بعد زلزال كانتو الكبير 1923، تم إعادة تنظيم طوكيو وانتقل السوق من نيهونباشي إلى منطقته الحالية في تسوكيجي بعد إكمال البناء في عام 1935.

## الموقع
يقع سوق العاصمة طوكيو للتجارة بالجملة أو ما يعرف عموما بسوق تسوكيجي للأسماك قرب محطة تسوكيجيشيجو على خط أويدو، أو محطة تسوكيجي على خط هيبيا التابع لطوكيو مترو.
يقسم السوق إلى جزئين رئيسيين، الجزء الداخلي (場内市場 جوناي شيجو) ويضم محلات مرخصة للبيع بالجملة، حيث تجري المزاودات ومعظم عمليات بيع وشراء الأسماك حيث يضم السوق الداخلي حوالي 900 شركة تجارية تملك دكاكين صغيرة في هذا القسم. أما الجزء الخارجي (場外市場　جوغاي شيجو) فيضم عدد كبير من المحلات ذات النشاطات المختلفة بدءا من دكاكين البيع بالتجزئة، وحتى المطاعم وأشهرها مطاعم السوشي. تغلق معظم الدكاكين في السوق الخارجي بعد الظهيرة بقليل، أما الدكاكين في السوق الداخلية فمعظمها تنهي نشاطها اليومي قبل الظهيرة.

## معرض صور

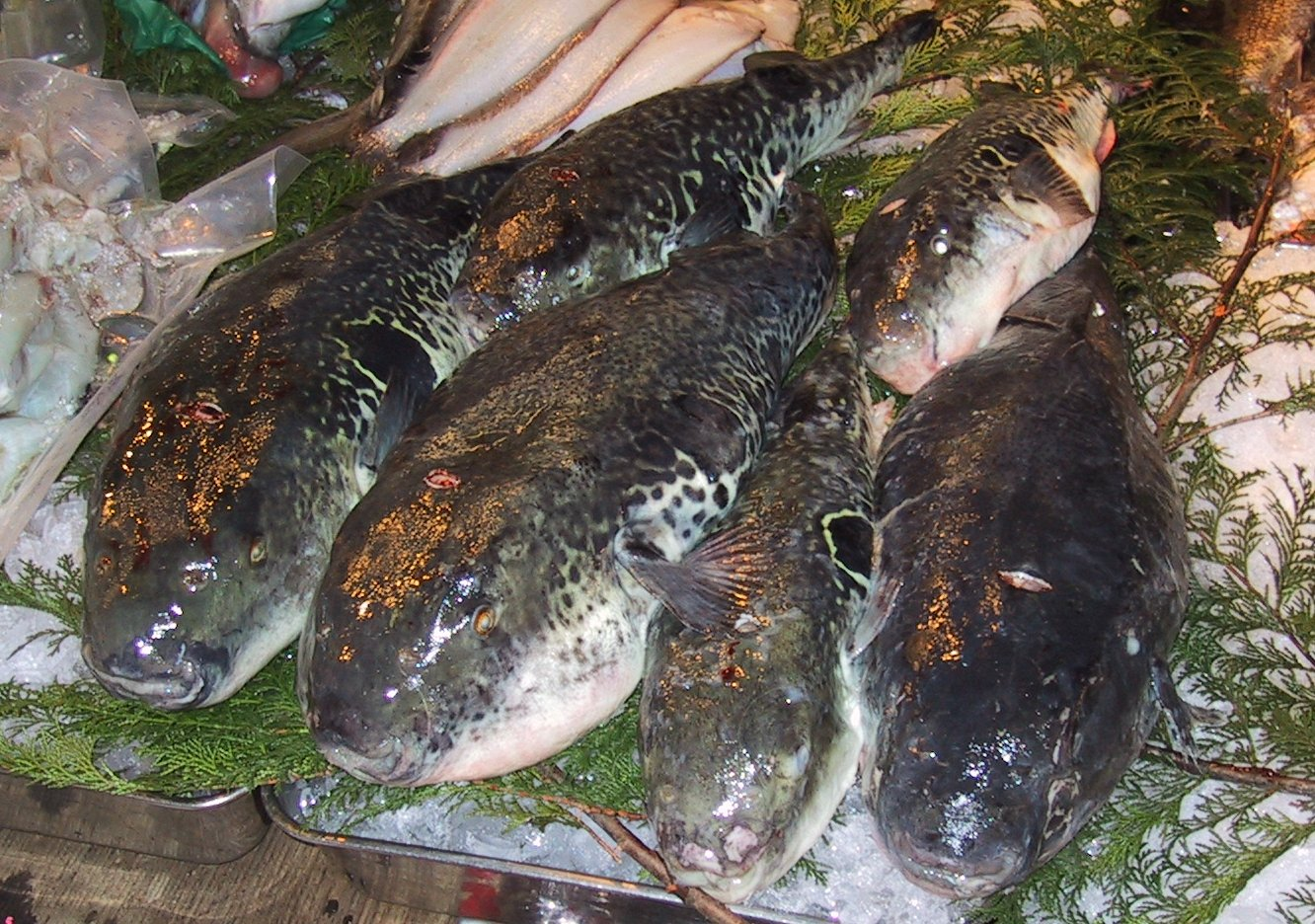
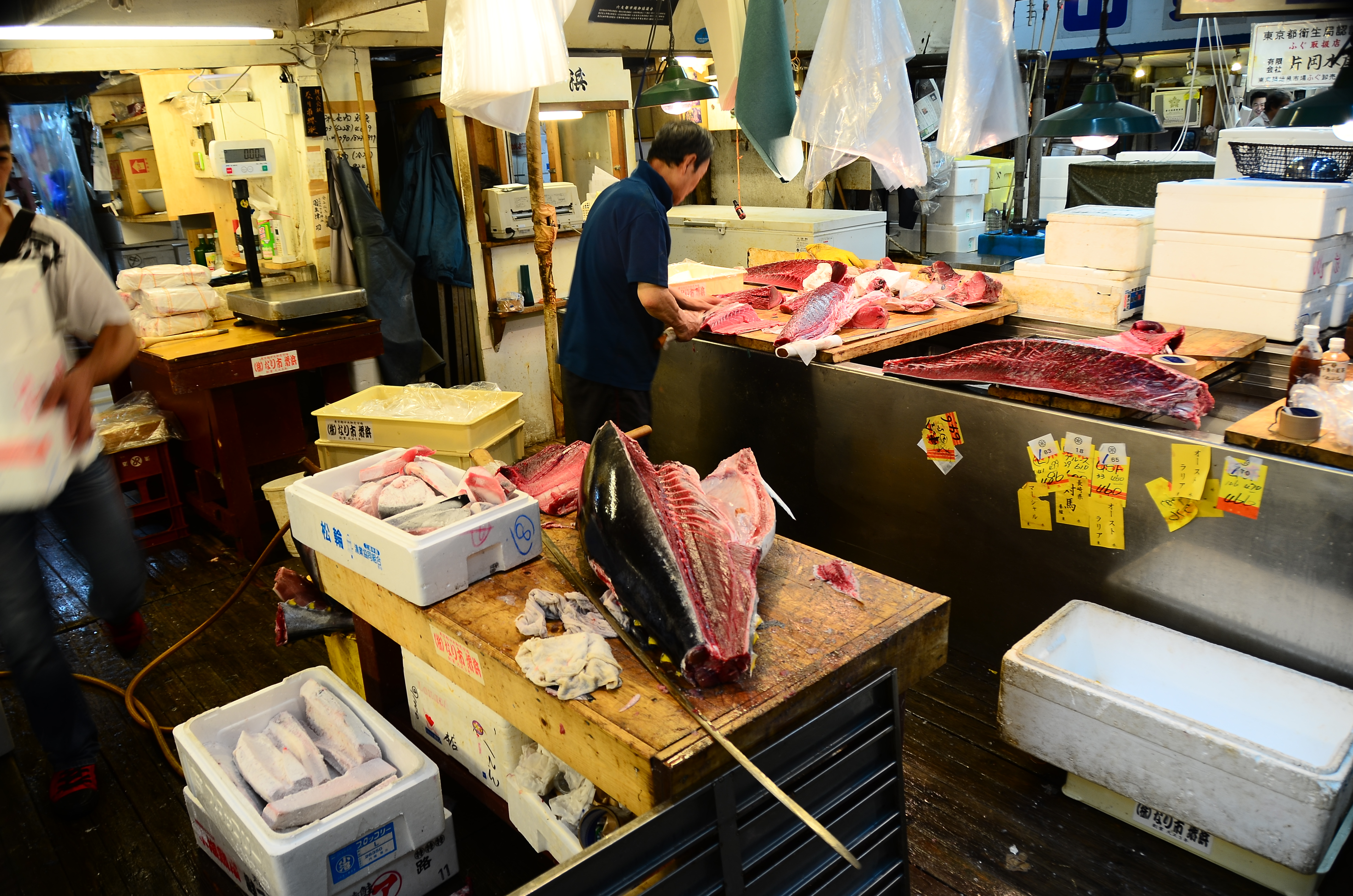
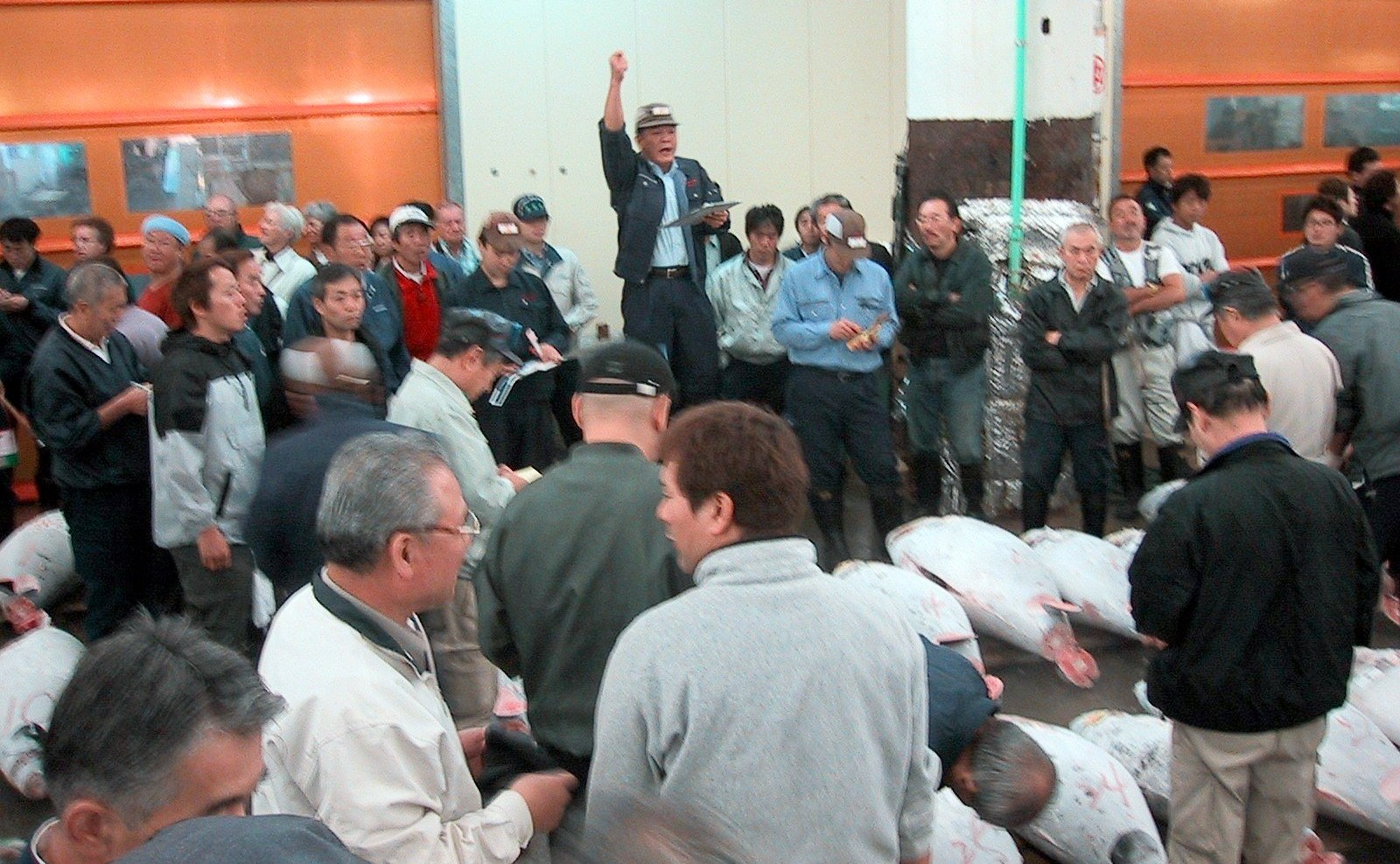
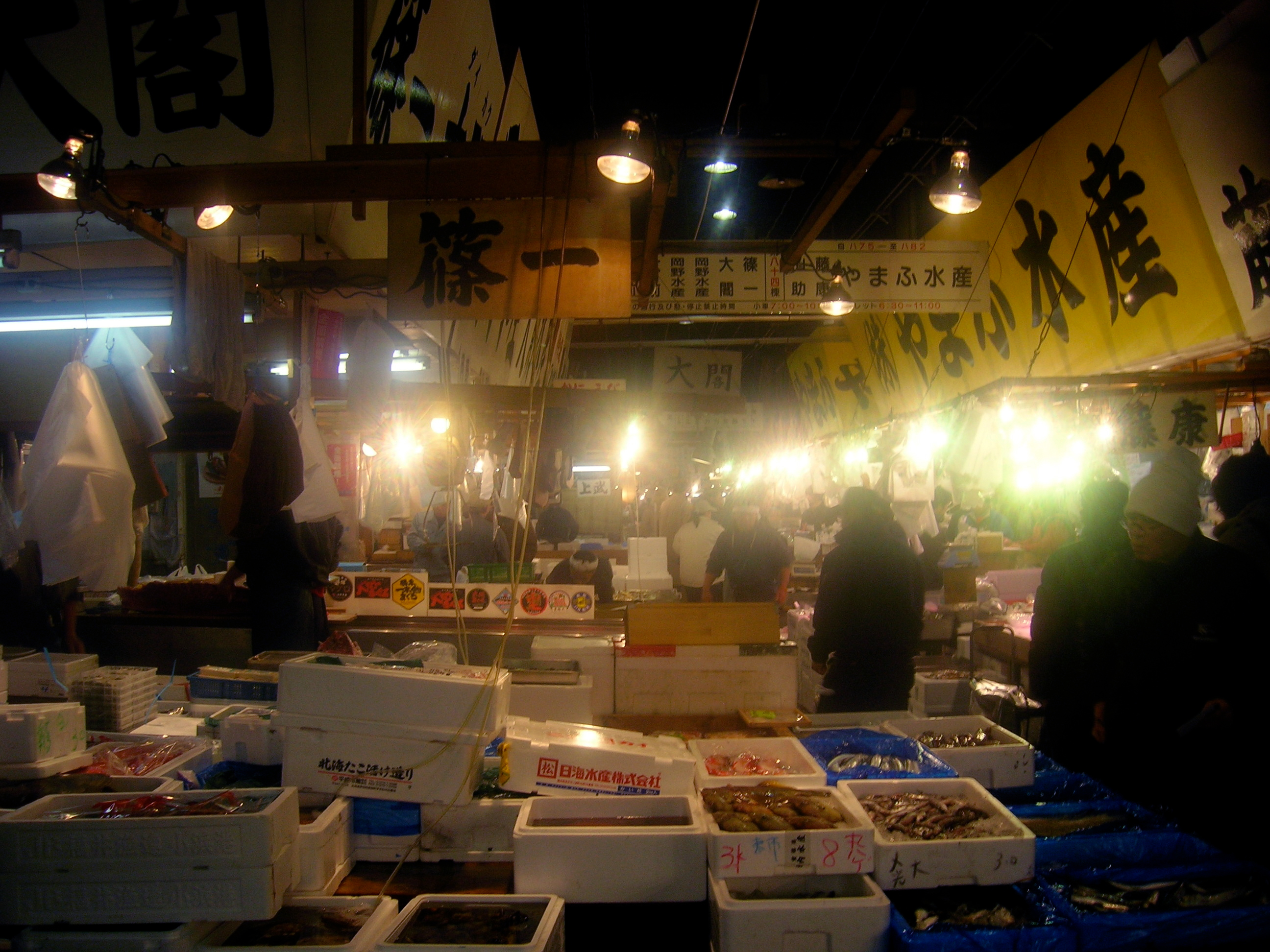
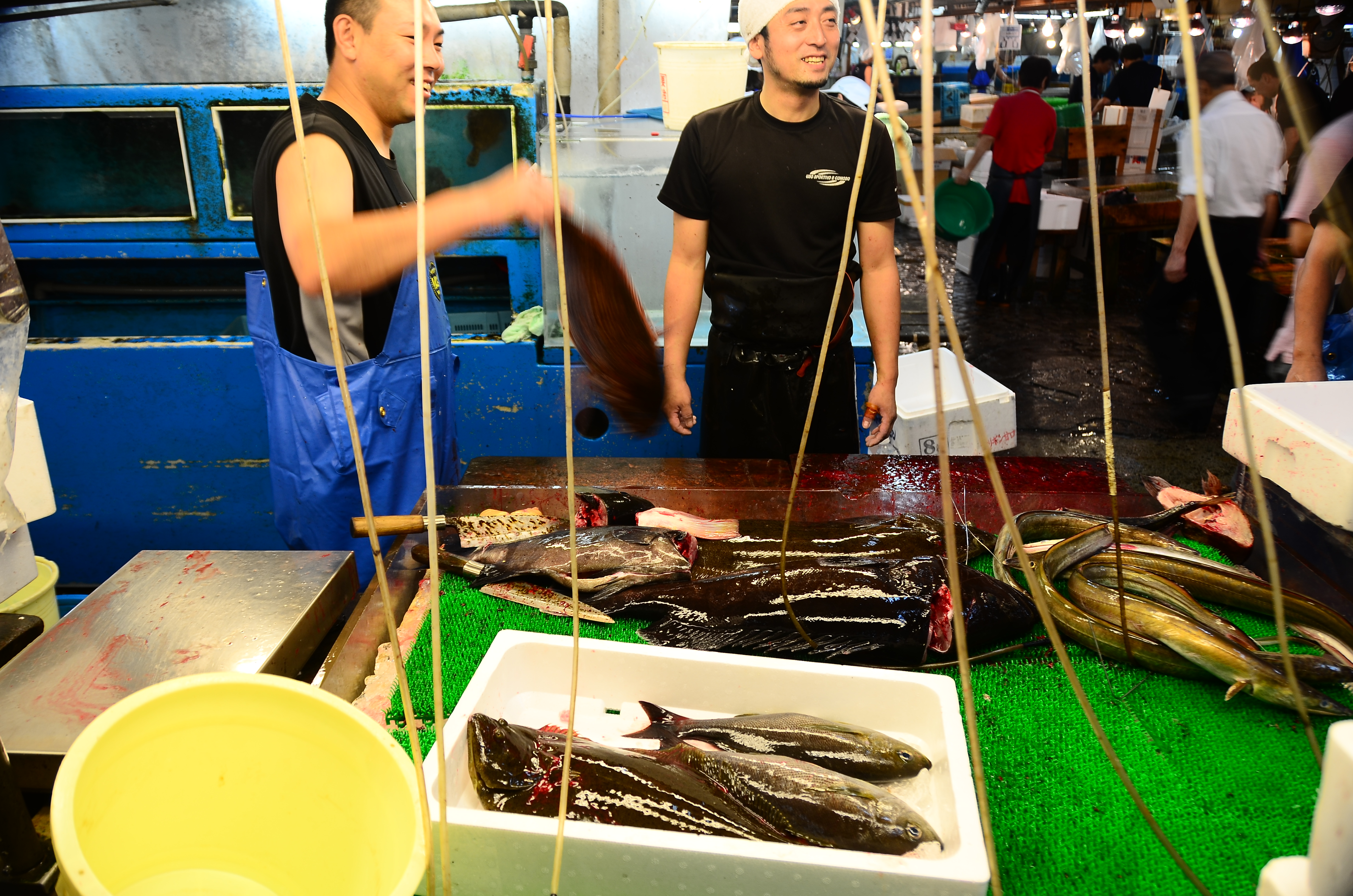

## وصلات خارجية
- الموقع الرسمي لسوق تسوكيجي